# Eparchia di Saskatoon
L'eparchia di Saskatoon degli Ucraini (in latino: Eparchia Saskatoonensis Ucrainorum) è una sede della Chiesa greco-cattolica ucraina in Canada suffraganea dell'arcieparchia di Winnipeg. Nel 2022 contava 5.018 battezzati. È retta dall'eparca Michael Smolinski, C.SS.R.

## Territorio
L'eparchia comprende i fedeli della Chiesa greco-cattolica ucraina nella provincia canadese del Saskatchewan.
Sede eparchiale è la città di Saskatoon, dove si trova la cattedrale di San Giorgio.
Il territorio è suddiviso in 65 parrocchie.

## Storia
L'esarcato apostolico del Saskatchewan fu eretto il 19 marzo 1951 con la bolla De Ruthenorum di papa Pio XII, ricavandone il territorio dell'esarcato apostolico del Canada centrale, che contestualmente assunse il nome di esarcato apostolico del Manitoba e che è l'odierna arcieparchia di Winnipeg.
Il 3 novembre 1956 in forza della bolla Hanc Apostolicam dello stesso papa Pio XII l'esarcato è stato elevato ad eparchia e ha assunto il nome attuale.

## Cronotassi dei vescovi
Si omettono i periodi di sede vacante non superiori ai 2 anni o non storicamente accertati.
- Andrew J. Roborecki † (10 marzo 1951 - 24 ottobre 1982 deceduto)
- Basil (Wasyl) Filevich (Felivich) † (5 dicembre 1983 - 6 novembre 1995 ritirato)
- Cornelius John Pasichny, O.S.B.M. † (6 novembre 1995 - 1º luglio 1998 nominato eparca di Toronto)
  - Sede vacante (1998-2000)
- Michael Wiwchar, C.SS.R. (29 novembre 2000 - 2 maggio 2008 ritirato)
- Bryan Joseph Bayda, C.SS.R. (2 maggio 2008 - 28 aprile 2022 nominato eparca di Toronto)[1]
- Michael Smolinski, C.SS.R., dal 30 novembre 2023

## Statistiche
L'eparchia nel 2022 contava 5.018 battezzati.
| anno | popolazione | popolazione | popolazione | presbiteri | presbiteri | presbiteri | presbiteri                | diaconi | religiosi | religiosi | parrocchie |
| anno | battezzati  | totale      | %           | numero     | secolari   | regolari   | battezzati per presbitero | diaconi | uomini    | donne     | parrocchie |
| ---- | ----------- | ----------- | ----------- | ---------- | ---------- | ---------- | ------------------------- | ------- | --------- | --------- | ---------- |
| 1963 | 34.828      | 928.181     | 3,8         | 41         | 29         | 12         | 849                       |         | 24        | 53        | 164        |
| 1970 | ?           | 925.181     | ?           | 51         | 32         | 19         | ?                         |         | 25        | 41        | 25         |
| 1980 | 28.000      | ?           | ?           | 36         | 19         | 17         | 777                       | 2       | 25        | 43        | 32         |
| 1990 | 23.600      | ?           | ?           | 35         | 22         | 13         | 674                       | 2       | 15        | 37        | 130        |
| 1999 | 12.200      | ?           | ?           | 35         | 22         | 13         | 348                       | 6       | 15        | 20        | 129        |
| 2000 | 12.175      | ?           | ?           | 32         | 20         | 12         | 380                       | 5       | 15        | 16        | 129        |
| 2001 | 20.767      | ?           | ?           | 32         | 22         | 10         | 648                       | 5       | 12        | 12        | 127        |
| 2002 | 12.700      | ?           | ?           | 31         | 21         | 10         | 409                       | 5       | 12        | 16        | 99         |
| 2003 | 12.700      | ?           | ?           | 29         | 18         | 11         | 437                       | 6       | 13        | 17        | 99         |
| 2004 | 12.700      | ?           | ?           | 32         | 20         | 12         | 396                       | 5       | 14        | 17        | 99         |
| 2009 | 7.256       | ?           | ?           | 29         | 20         | 9          | 250                       | 3       | 9         | 16        | 84         |
| 2010 | 7.779       | ?           | ?           | 29         | 19         | 10         | 268                       | 3       | 10        | 16        | 84         |
| 2012 | 6.817       | ?           | ?           | 29         | 19         | 10         | 235                       | 4       | 10        | 15        | 74         |
| 2014 | 6.340       | ?           | ?           | 28         | 18         | 10         | 226                       | 4       | 10        | 15        | 71         |
| 2017 | 5.767       | ?           | ?           | 28         | 18         | 10         | 205                       | 3       | 10        | 15        | 67         |
| 2020 | 5.438       | ?           | ?           | 23         | 16         | 7          | 236                       |         | 7         | 16        | 67         |
| 2022 | 5.018       | ?           | ?           | 22         | 14         | 8          | 228                       | 3       | 8         | 15        | 65         |